# Skeppshunden Bamse
Skeppshunden Bamse (1937–1944) var en Sanktbernhardshund som blev maskot för den norska marinen i Storbritannien under andra världskriget. Bamse var den största hunden som tjänstgjorde ombord på ett allierat skepp och han blev en mycket känd symbol för kampen om ett fritt Norge.
Bamse kom från Honningsvåg i Norge och tillhörde kapten Erling Hafto på minsveparen Thorodd. Bamse dog av en stroke i Montrose i Skottland, den 22 juli 1944 och fick en militärbegravning.
Bamse skall ha räddat minst två liv och enligt uppgift fick alla elever i skolorna i området ledigt när Bamse skulle begravas. Omkring 800 personer följde den norska skeppshunden till graven och den begrovs med huvudet vänt mot Norge.
Den 30 september 1984 fick Bamse Norges hundorden och i juli 2006 PDSA Gold Medal (som motsvarar George Cross (GC) för människor). En staty av Bamse i brons av Alan Herriot restes i Montrose och avtäcktes av prins Andrew den 17 juni 2006. En kopia restes utanför Nordkappmuseet i Honningsvåg 2009.